# Lunden, Skövde

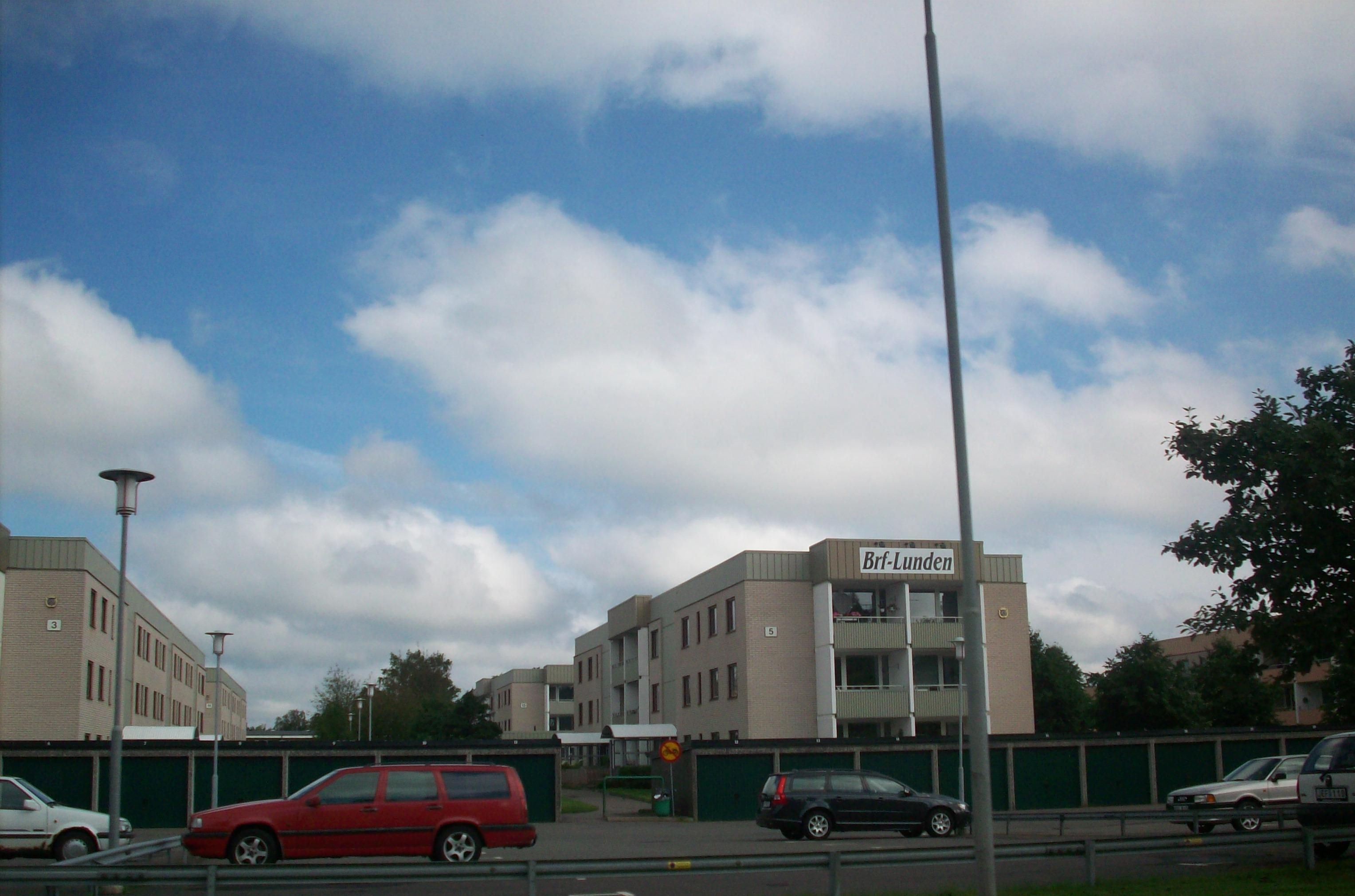
Lundenvägen

Lunden är en stadsdel i Skövde, Västra Götalands län cirka 2,5 kilometer från centrum. Lunden består största delen av vita lägenhetshus, som till största delen är byggda på 1970-talet. Men norra delen av Lunden ligger i folkmun "Villa-Lunden" där det enbart är villor.
I stadsdelen finns en vårdcentral, en förskola, en skola och en fritidsgård.